# Данюб (станция метро, Париж)
Данюб (фр. Danube) — станция линии 7bis Парижского метрополитена, расположенная в XIX округе Парижа, расположенная на односторонней петле в конце данной линии (Боцарис — Пляс-де-Фет — Пре-Сен-Жерве — Данюб. Названа по площади дю Данюб, под которой располагается.

## История
- Открыта 18 января 1911 года в составе ответвления от линии 7, вычлененного 3 декабря 1967 года в самостоятельную линию 7bis.
- Пассажиропоток по станции по входу в 2011 году, по данным RATP, составил 679 746 человек[2]. В 2013 году он резко снизился до 600 883 пассажиров (298 место по уровню входного пассажиропотока в Парижском метро)[3].

## Конструкция

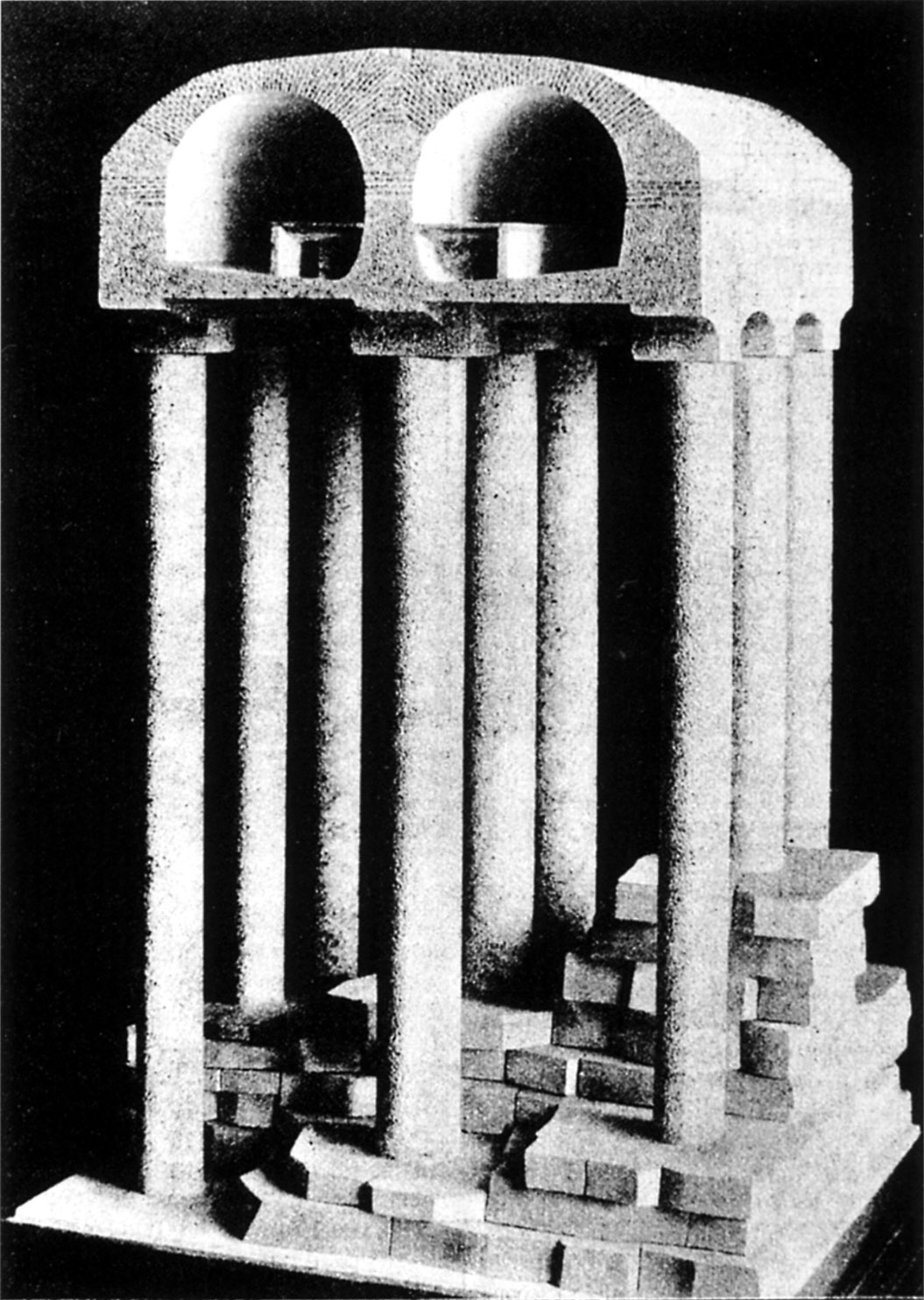
Сваи, на которые опирается конструкция станции

Станция состоит из двух односводчатых залов, из них один используется для движения в сторону станции "Луи Блан", а через второй возможен выезд поездов из ателье Пре-Сен-Жерве.
Конструкция станции опирается на пилоны, что обусловлено строительством в условиях очень слабых грунтов, эти пилоны выстраиваются в виде виадука.

## Путевое развитие
- К станции примыкают два пути. По левому пути следуют регулярные поезда, прибывающие со стороны станции "Пре-Сен-Жерве" и отправляющиеся к станции "Боцарис". Правый путь — служебный. Между ними на перегоне Пре-Сен-Жерве — Данюб имеются два съезда, а на перегоне Данюб — Боцарис пути объединяются в один.

## Галерея

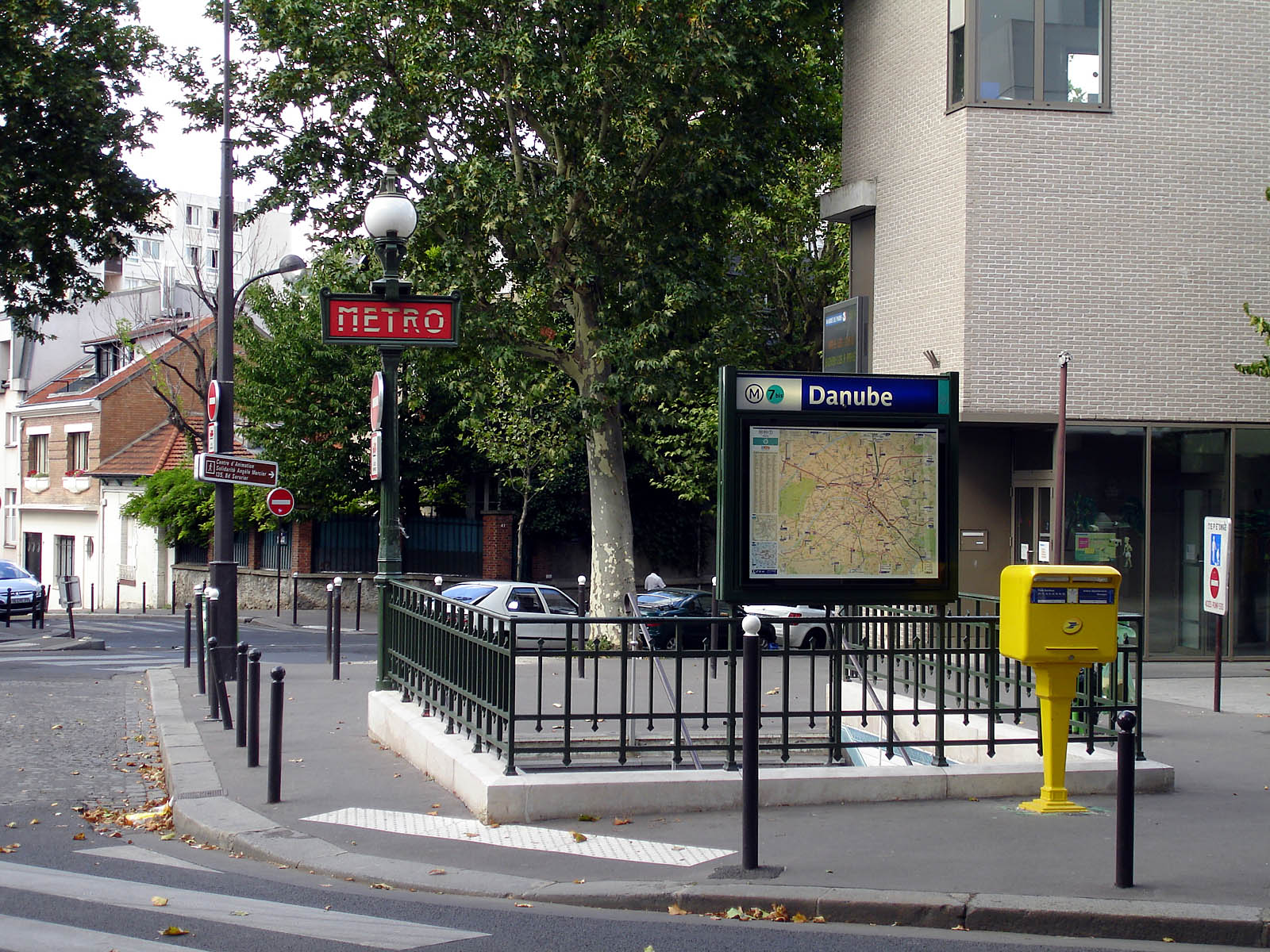
Вход на станцию